# 梅厄·巴尔-伊兰
梅厄·巴尔-伊兰（希伯來語：מאיר בר-אילן，羅馬化：Meir Bar-Ilan，1880年4月10日—1949年4月17日），原名梅厄·柏林（Meir Berlin），是一名犹太教正统派拉比，米兹腊希运动的重要成员，《犹太法典百科全书》的发起者和第一编辑。

## 成长经历
1880年，梅厄·柏林出生在俄罗斯帝国立陶宛省瓦洛任（今属白俄罗斯）的一个犹太教拉比家庭，其父亲纳夫塔利·兹维·耶胡达·柏林、外祖父伊扎克·本·哈依姆、祖父耶切尔·米迦勒·爱泼斯坦和兄长哈依姆·柏林均是拉比。幼年的梅厄相继在瓦洛任、特尔希艾、布列斯特、新格鲁多克的犹太宗教学校里接受传统的犹太教教育。1902年，梅厄接受洗礼，之后他前往德国，在那里他接触到了现代正统犹太教思想和世俗教育，加入了犹太复国主义团体，并在柏林大学完成了学业。

## 加入米兹腊希运动
1905年，梅厄加入了犹太宗教复国主义组织——米兹腊希运动，代表该组织参加了在瑞士巴塞尔举行的第七届世界犹太复国主义大会，并投票反对了英属乌干达计划。后来，他创办了米兹腊希主义报纸《希伯来人》（Haivri）并担任第一编辑，该报纸后更名为《观察者》（Hazofeh）。1911年，梅厄被任命为世界米兹腊希运动的秘书长。1913年，他来到美国开展犹太复国主义运动，将当地的米兹腊希团体发展成为了全国性的犹太复国主义组织，于1914年在美国辛辛那提组织召开了全美第一届米兹腊希大会。1915年至1928年期间，他担任全美米兹腊希运动主席，并于卸任后成为了该组织的荣誉主席。1923年，他还曾短暂担任过美国叶史瓦大学的临时校长。

## 推动以色列建国
1923年，梅厄搬到了耶路撒冷，投入犹太建国行动。1925年他成为了犹太国家基金董事会的一员，致力于融资并推动在当时英国的托管地巴勒斯坦建立犹太人国家，并极力反对英国1939年白皮书提出的巴勒斯坦分治计划，号召犹太人民以非暴力不合作的方式反抗英国。

## 晚年经历
1948年以色列国成立后，梅厄的将主要的精力倾注到了犹太宗教学术研究工作上，他组织了专门研究犹太教法典的委员会，致力于研究出版一套新的完整版的犹太法典服务于新的国家。1949年4月17日，梅厄在耶路撒冷去世。

## 纪念
在美国从事米兹腊希运动期间，梅厄曾提议在拉马特甘建立一所结合了世俗的学术研究和犹太宗教律法研究的大学。在他去世后的1955年，这所大学在拉马特甘成立，并以梅厄的姓名命名为巴尔-伊兰大学。另外，在耶路撒冷，有一条道路被命名为巴尔-伊兰街。